# Espeleología en Cantabria

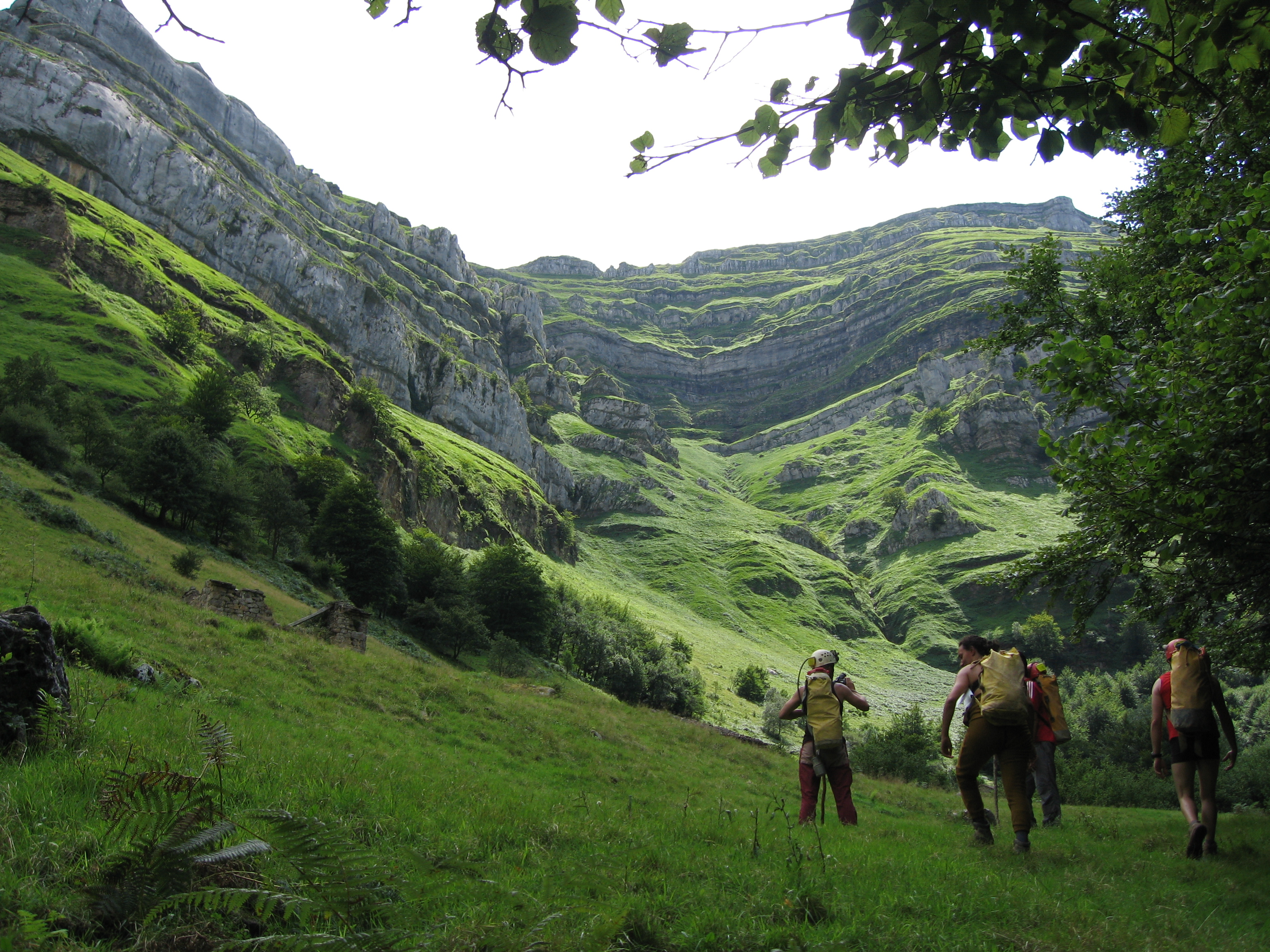
Acceso a la cueva del Agua, en el municipio de Arredondo.

Cantabria puede considerarse uno de los lugares en España en que se introdujo más tempranamente el término espeleología en su sentido etimológico acuñado en Francia, como ciencia dedicada al estudio de las cuevas y su contenido, antes de que se desarrollaran las especializaciones. 
En esta comunidad autónoma existen más de 6500 cuevas.

## Historia
Tras las primeras investigaciones en las cuevas a finales del siglo XIX, entre las que debe destacarse el estudio de la Cueva de La Mora (Lebeña), al mismo tiempo que se planteaba el debate de la antigüedad de las pinturas de la Cueva de Altamira, fue el naturalista Jesús Carballo García el introductor del término "espeleología", canalizando la creación en Santander de la Sección de Espeleología de la Real Sociedad Española de Historia Natural, que fue instada por Ignacio Bolívar en una reunión de la Sociedad realizada en Madrid el año 1909. 
El predominio de los estudios arqueológicos en cuevas relegó la espeleología, como disciplina polifacética, hasta los años 1950, en que el Frente de Juventudes la abordó como un estudio estratégico en España a instrucciones del general Franco a partir de un campamento de Espeleología realizado en Ojo Guareña (Burgos). Aún existían algunos "maquis" republicanos emboscados en las montañas y el conocimiento de los refugios en cuevas era entendido de interés nacional. 

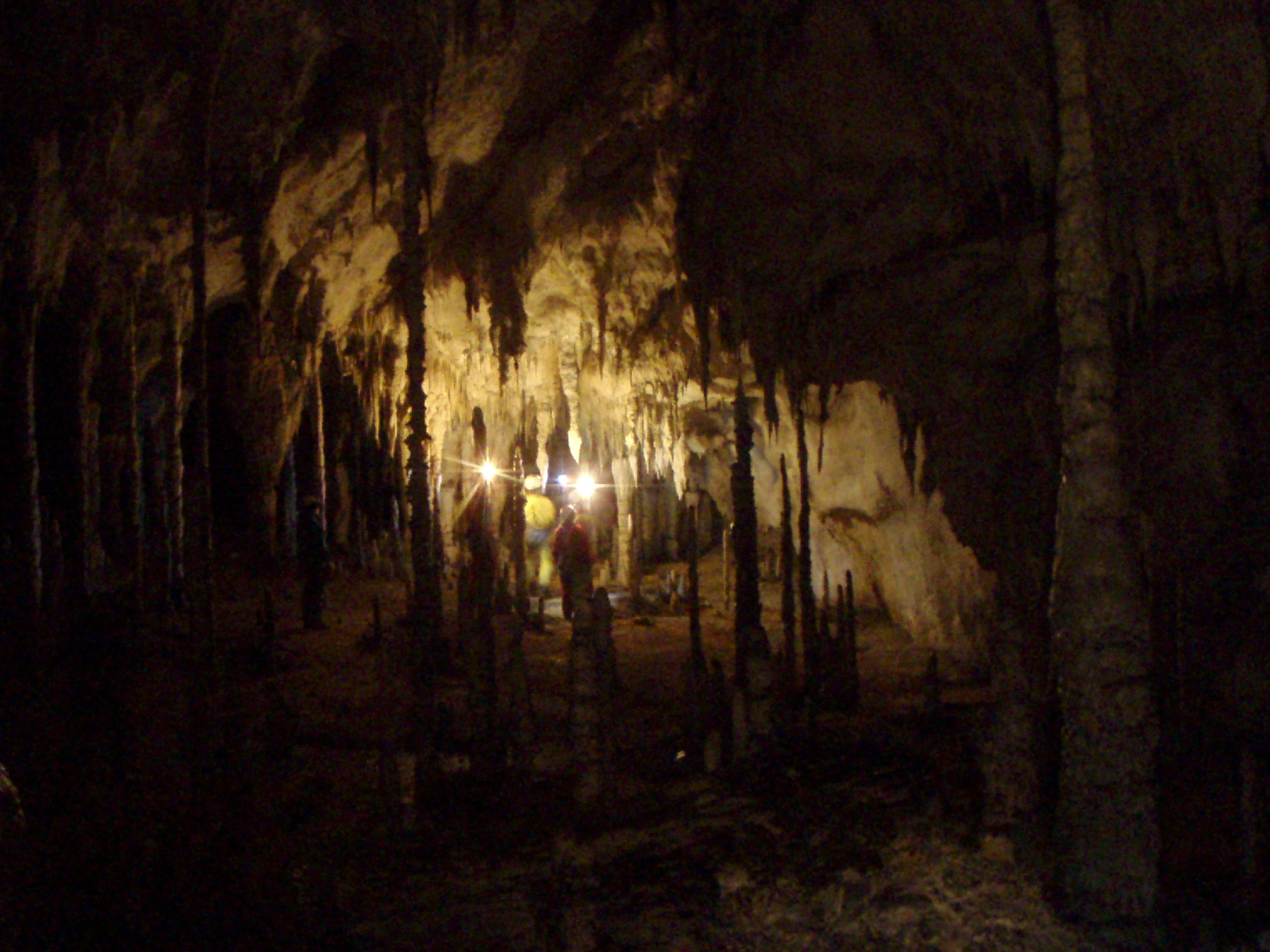
Sala de los Fantasmas en la cueva de Coventosa, perteneciente al sistema Cueto-Coventosa-Cuvera.

En Santander la continuidad de las actividades espeleológicas de la Organización Juvenil Española fue retomada por el Museo de Prehistoria que había sido dirigido por Carballo, tras la muerte de éste y la llegada al museo de Miguel Ángel García Guinea en 1962. Por esa etapa comienzan también los estudios de los espeleólogos franceses e ingleses en Cantabria, a impulsos y como continuación natural de las investigaciones geológicas sobre el levantamiento alpino de la placa cantábrica llevados a cabo por Raymon Ciry y Pierre Rat, profesores de la Universidad de Dijon. La tesis doctoral de Claude Mugnier «La región del Asón y su evolución morfológica» reuniría los conocimientos existentes sobre esa comarca cárstica hasta mediada la década de 1960.
Los estudios globales más destacados realizados hasta la actualidad son los del Macizo del Porracolina, monitorizado desde Dijon y actualmente participado por diversos grupos españoles; el Macizo de Hornijo realizado conjuntamente por equipos españoles y el Spéléo Club de París y el del poljé de Matienzo y su entorno, realizado por la Expedición Inglesa a Matienzo. Las sociedades espeleológicas locales han publicado monografías interesantes sobre el municipio de Miera (SESS del Museo de Prehistoria), el karst de El Soplao (Speleo Club Cántabro), Castro Urdiales (GELL), Camargo y Piélagos (Carballo-Raba). Otros estudios relevantes recogen inventarios de sistemas cársticos locales y estudios monográficos de las grandes redes de Cantabria.

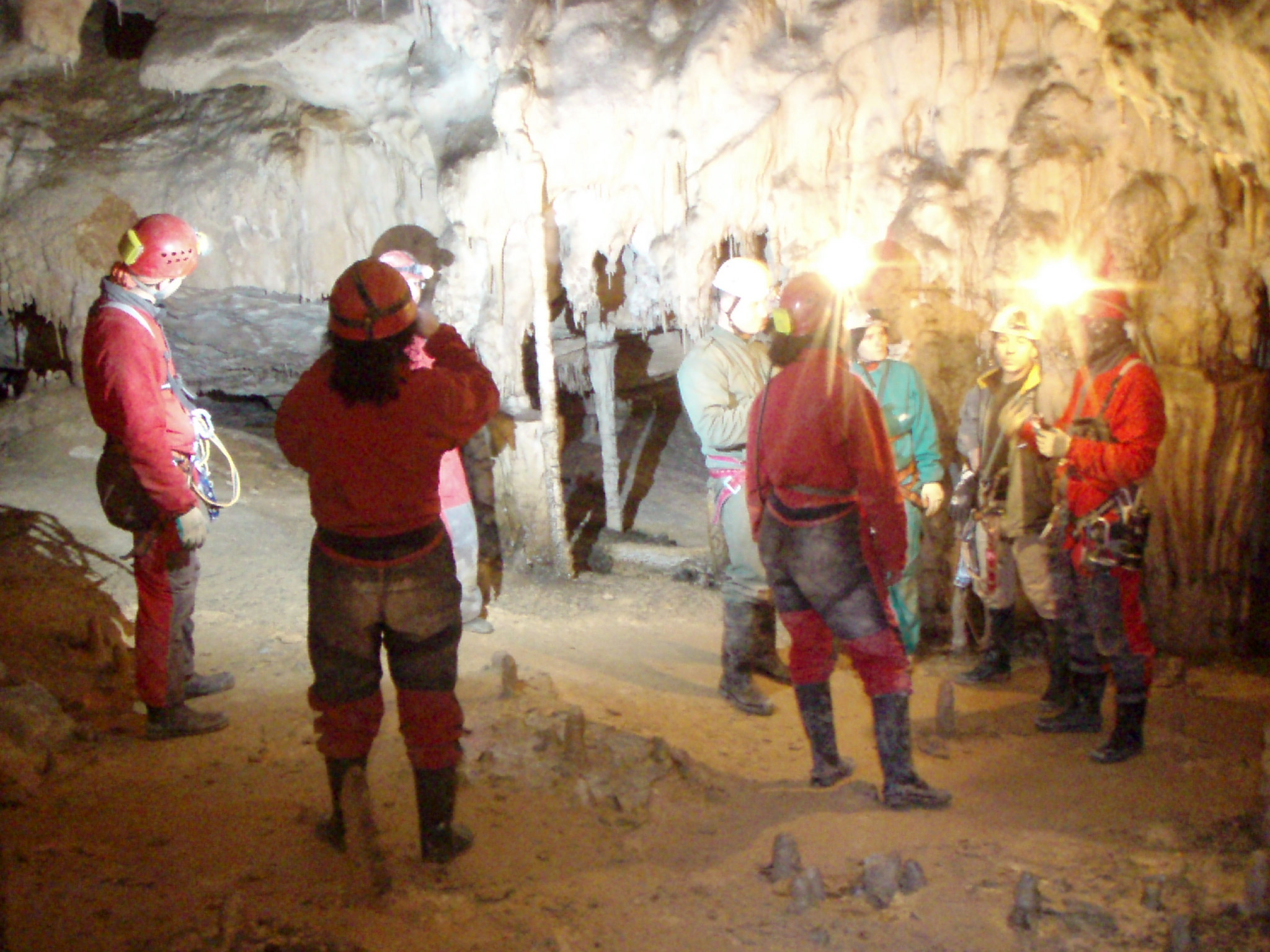
Espeleólogos en la cueva de Coventosa.

A partir principalmente de la década de 1990, la espeleología va perdiendo su sentido original de estudio de las cavidades y de su contenido de interés científico y cultural y se va canalizando hacia un sentido de "deporte-aventura" en línea con la focalización de la economía española hacia el turismo. Se mantiene como actividad residual la espeleología de exploración e investigación, llevada a cabo principalmente por espeleólogos de edad media de en torno a los cincuenta años.
La región cántabra tiene grandes potenciales para la práctica de esta actividad, tanto en su faceta científica (la cornisa cantábrica conservó condiciones excepcionales para la vida a lo largo de las oscilaciones climáticas cuaternarias), como de espeleo-turismo. Varias cavidades de mayor desarrollo de la península ibérica se encuentran en Cantabria: el Sistema del Alto del Tejuelo de 212 km de recorrido siendo el sistema más largo de la Península, el segundo de Europa y el undécimo en el mundo; Sistema del Mortillano, que alcanzó los 148 km de longitud y 950 metros de profundidad en 2024 es el segundo de España y decimoquinto Mundial y el Sistema de la Gándara que con 119 km se sitúa en tercera española y decimonovena mundial, todas ellas en exploración. La Sima 56, en el macizo de Picos de Europa, tiene una profundidad de 1169 m.
El colectivo espeleológico, habida cuenta la presión humana incontrolada que las cavidades y su patrimonio venían sufriendo en las últimas décadas, propuso la creación de focos turísticos que descongestionaran las cuevas más publicitadas. Como resultado, en los inicios del siglo XXI el Gobierno de Cantabria, realizó un esfuerzo para poner en valor turístico algunas de las  cavidades bajo su administración, como la Cueva de El Soplao, que discurre bajo los municipios de Valdáliga y Rionansa, y Cullalvera, en Ramales de la Victoria.